# Ed Banach
Edward Joseph Banach (* 6. února 1960 Port Jervis, USA) je bývalý americký zápasník.
V roce 1984 vybojoval na olympijských hrách v Los Angeles zlatou medaili ve volném stylu v kategorii do 90 kg. V roce 1983 vybojoval 7. místo na mistrovství světa.
Jeho bratr Lou (dvojče) vybojoval v Los Angeles zlatou medaili ve volném stylu v kategorii do 100 kg.